# Zatopienie HMHS Llandovery Castle

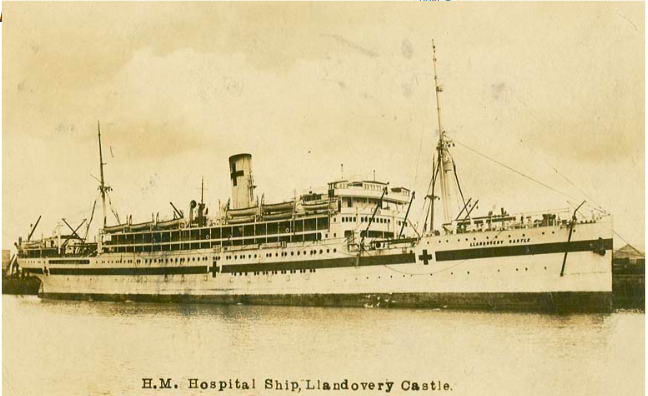
HMHS „Llandovery Castle”

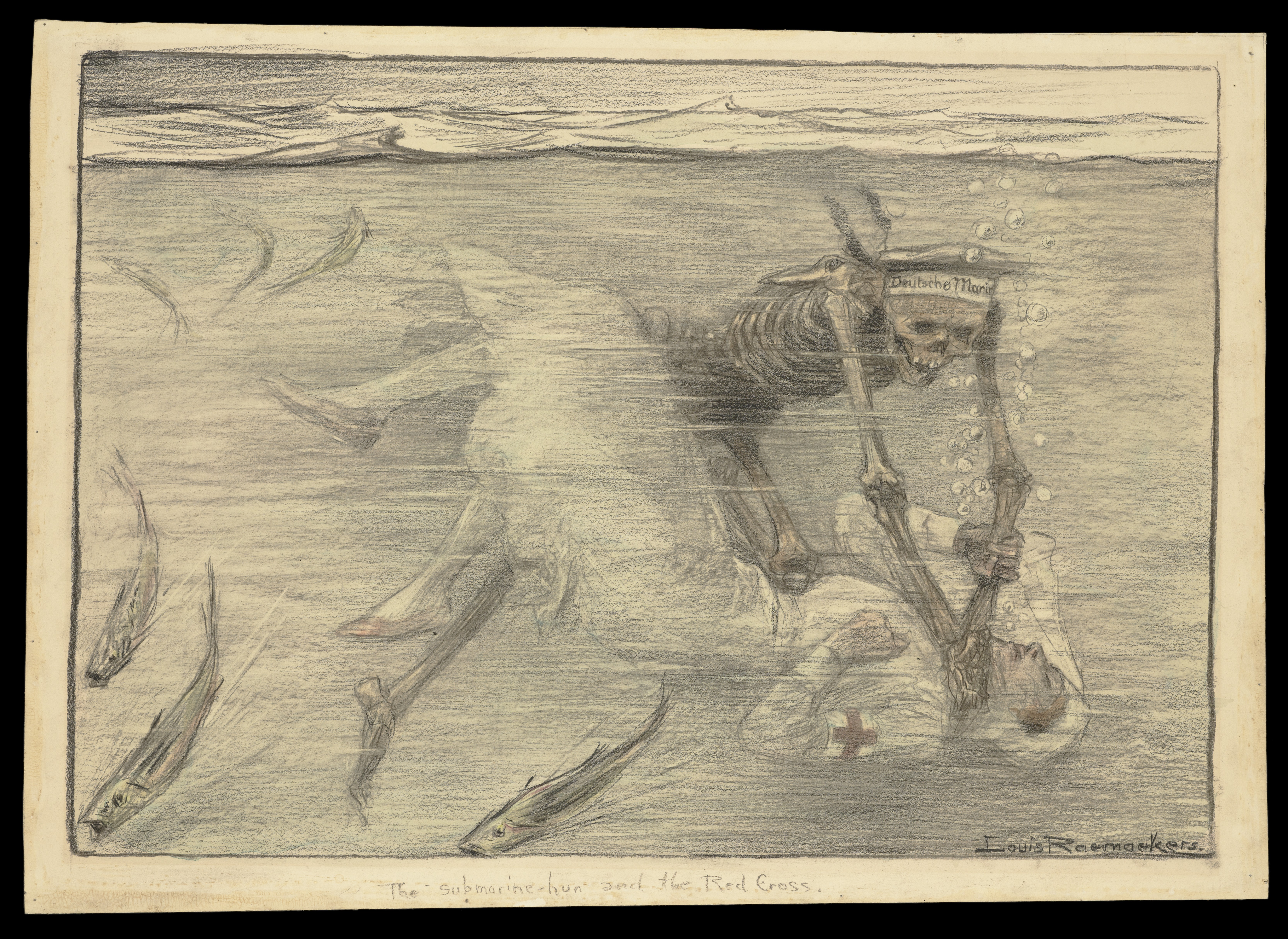
Grafika Louisa Raemaekersa. Tonąca pielęgniarka duszona przez śmierć, która ma ma na głowie napis deustche marine

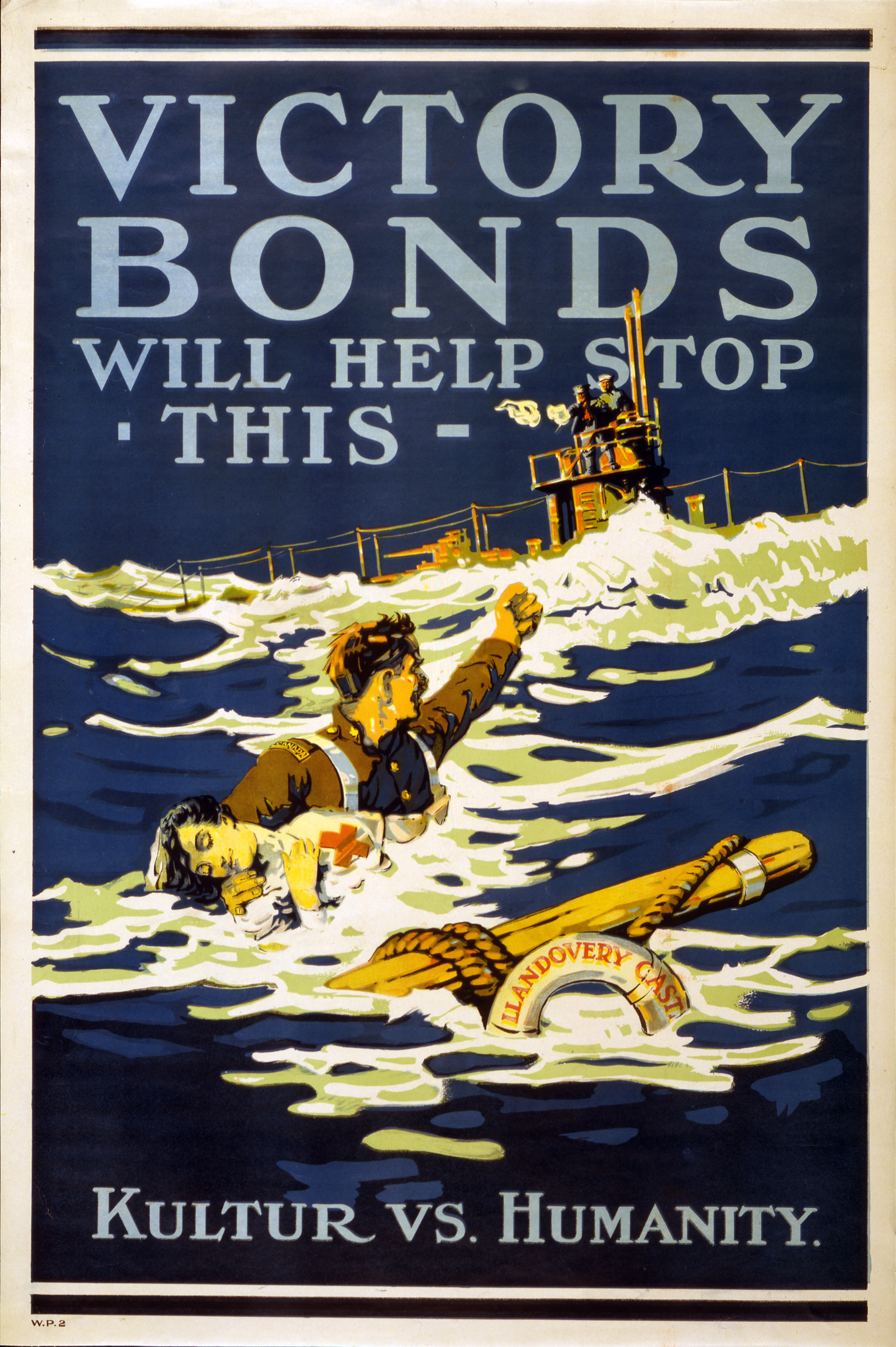
Kanadyjski plakat propagandowy. Żołnierz jedną ręką próbuje ratować pielęgniarkę, drugą odgraża się Niemcom

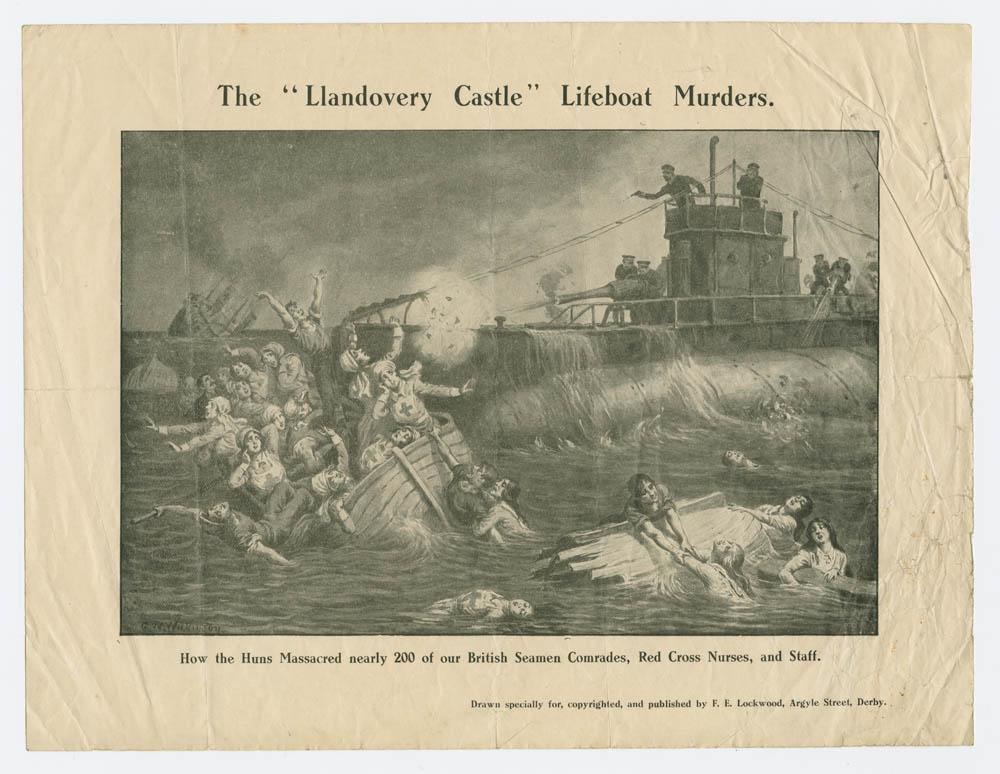
Grafika George'a Wilkinsona. Niemcy taranują szaluby i strzelają do rozbitków.

Zatopienie HMHS Llandovery Castle – brytyjski parowiec zbudowany w 1914 roku w Glasgow. Do 1916 roku „Llandovery Castle” służył do transportu wojsk. Począwszy od tego roku został przekwalifikowany przez Brytyjczyków jako okręt szpitalny. W związku z tym faktem otrzymał zgodne z wymogami X konwencji haskiej z 1907 roku oznakowanie okrętu szpitalnego. Fakt ten został przekazany oficjalnie państwom nieprzyjacielskim. „Llandovery Castle” od 1916 do 1918 roku transportował głównie rannych i chorych kanadyjskich żołnierzy z Europy do Kanady. Przeznaczenie i używanie okrętu wyłącznie do tych celów zostało potwierdzone w postępowaniu sądowym w 1921. W dniu 27 czerwca 1918 „Llandovery Castle” szedł rejsem powrotnym z portu w Halifaksie (Kanada) do Anglii, na pokładzie znajdowało się 258 osób w tym 164 członków załogi, 80 członków kanadyjskiego korpusu medycznego i 14 pielęgniarek. O godz. 21.30 czasu lokalnego w odległości 160 mil morskich od Fastnet w Irlandii „Llandovery Castle” został zatopiony przez niemiecki okręt podwodny U-86 pod dowództwem por. Hellmutha Patziga. Zarówno on sam jak i oficerowie U 86 doskonale wiedzieli, że mają przed sobą okręt szpitalny. Na „Llandovery  Castle” były zapalone przewidziane dla okrętów szpitalnych światła pozycyjne. Przepisy X konwencji haskiej chroniły okręt szpitalny od działań zaczepnych. Uratowały się 52 osoby a 234 poniosły śmierć. Wydarzenie to jest uznawane jako jedne z największych zbrodni wojennych popełnionych na morzu.